# Château d'Héricourt
Le château d'Héricourt est un château fort du XIIe siècle à Héricourt dans le département de la Haute-Saône.
Il fait l’objet d’un classement au titre des monuments historiques depuis le 15 novembre 1913.

## Histoire
Aucune date précise ne peut être donnée pour sa construction, mais les premières mentions du château remontent au XIIe siècle.
La forteresse du Moyen Âge était composée de plusieurs tours et de remparts imposants.
Seule une des tours (la grosse tour ou tour d'Espagne) reste visible actuellement.
En 1561, lors de la prise du château par les troupes Ulrich VI de Wurtemberg, la prise est décrite ainsi : « Le château d'Hericourt éiait bâti et composé de quatre belles grosses tours de bonnes étoffes et matériaux, environnées de bonnes murailles et d'un fossé. Il y avait un pont-levis et doubles portes bien fermées. On comptait quatorze chambres bien meublées, tant de lits de soie, tapisseries, qu'autres meubles ; même y voyait-on un ciel de soie avec des petites clochettes d'argent, le tout de grande valeur ; la vaisselle d'argent valait bien cinq à six mille francs. Ce château était bien fourni d'artillerie ; les munitions de guerre n'y manquaient pas, et si y avait-il des grains et des vins compéteremment. Un des canons, qui fut conduit à Montbéliard, s'appelait la Bergère d'Héricourt, et était si grosse qu'un homme se pouvait mettre dedans. Sa longueur était de cinq pieds. La ville même, entourée d'une forte muraille et d'un fossé, n'avait que deux portes. Elle possédait alors une population de 102 chefs de famille. On en comptait 584 dans les villages de la seigneurie ».
De 1663 jusqu'à sa mort en 1667, le compositeur Johann Jakob Froberger a vécu au château d'Héricourt, hébergé par la princesse Sybilla de Wurtemberg. 

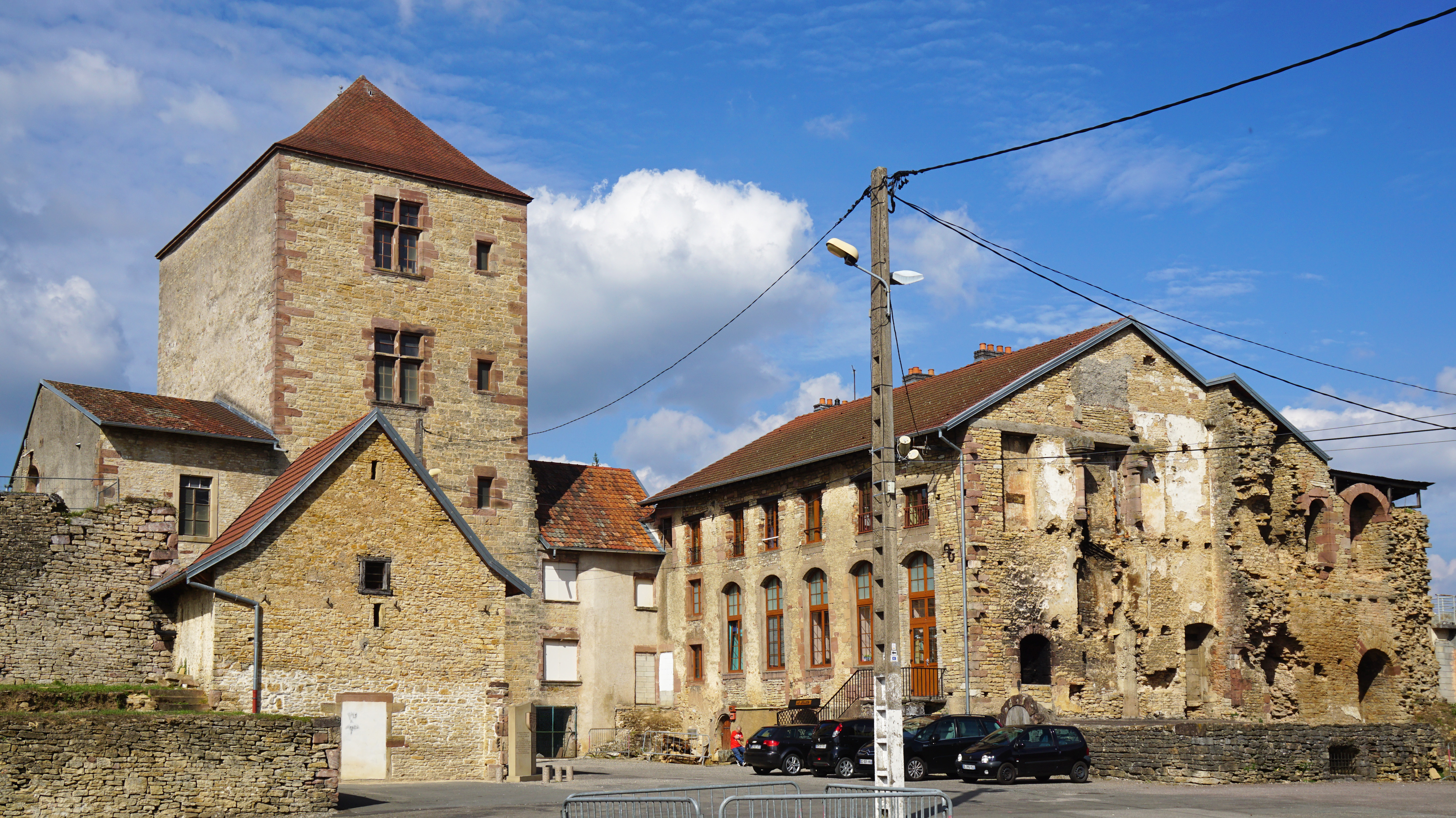
Vue générale du site.
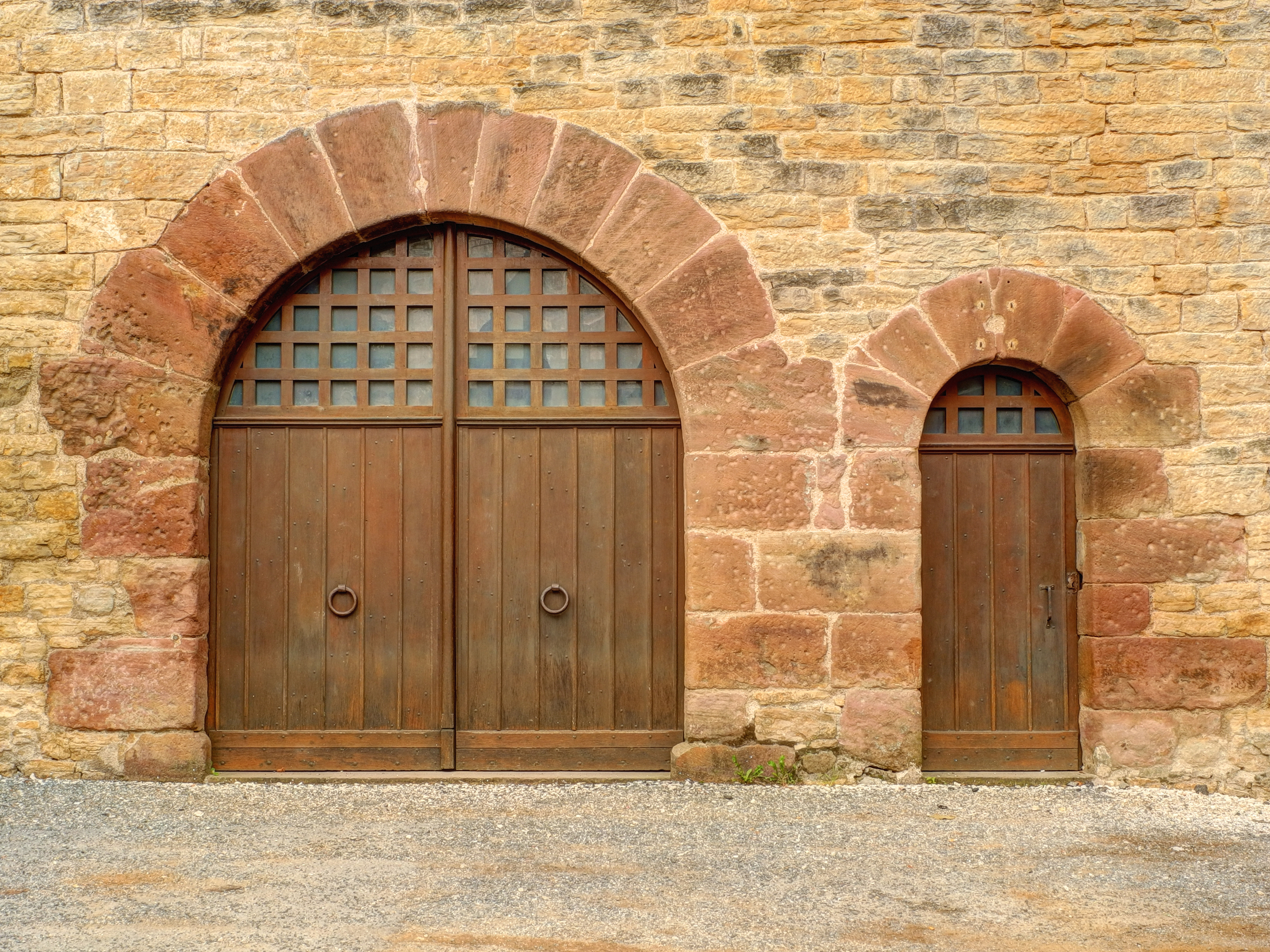
Portes de la tour.
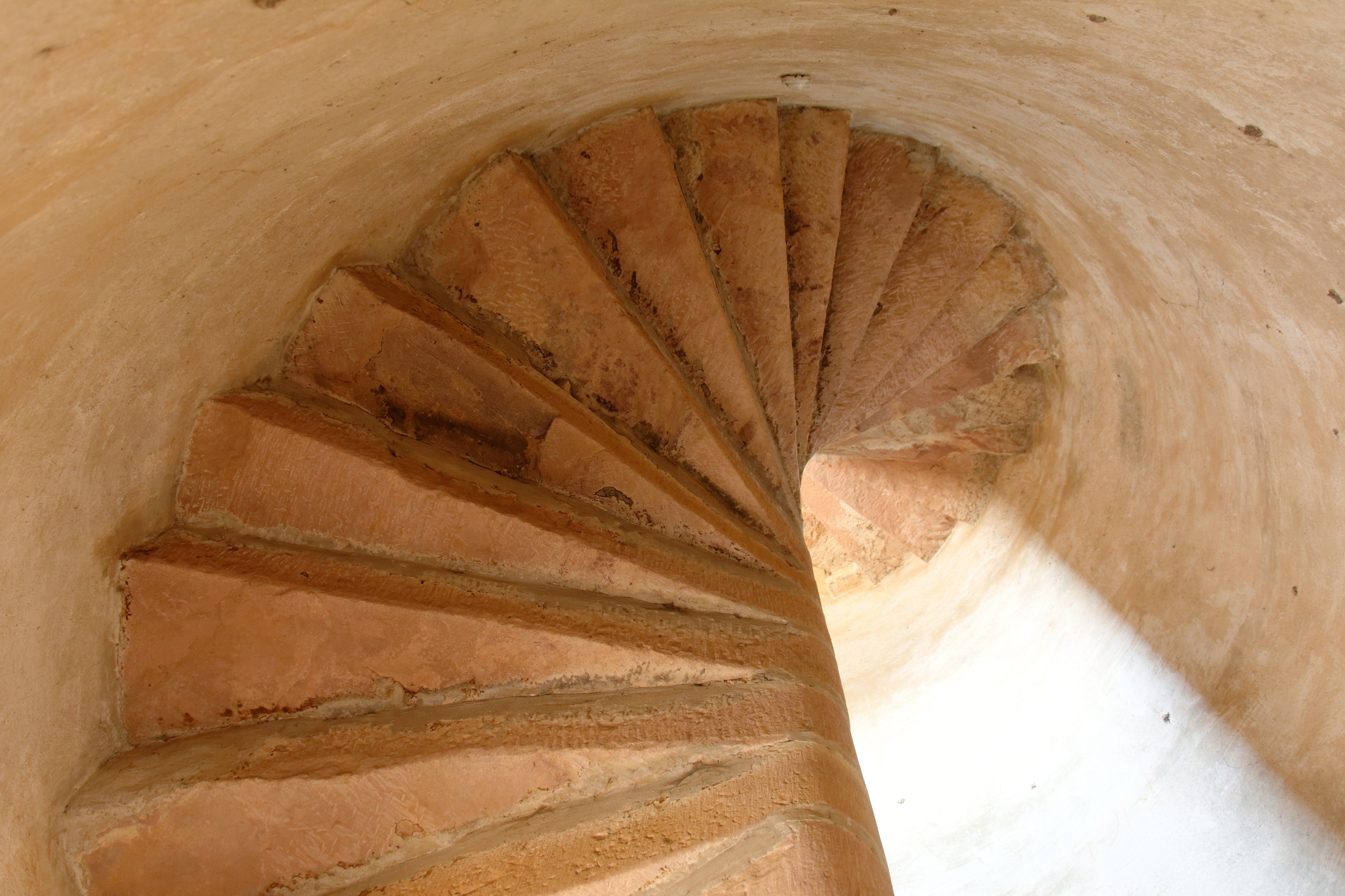
Escalier en colimaçon.
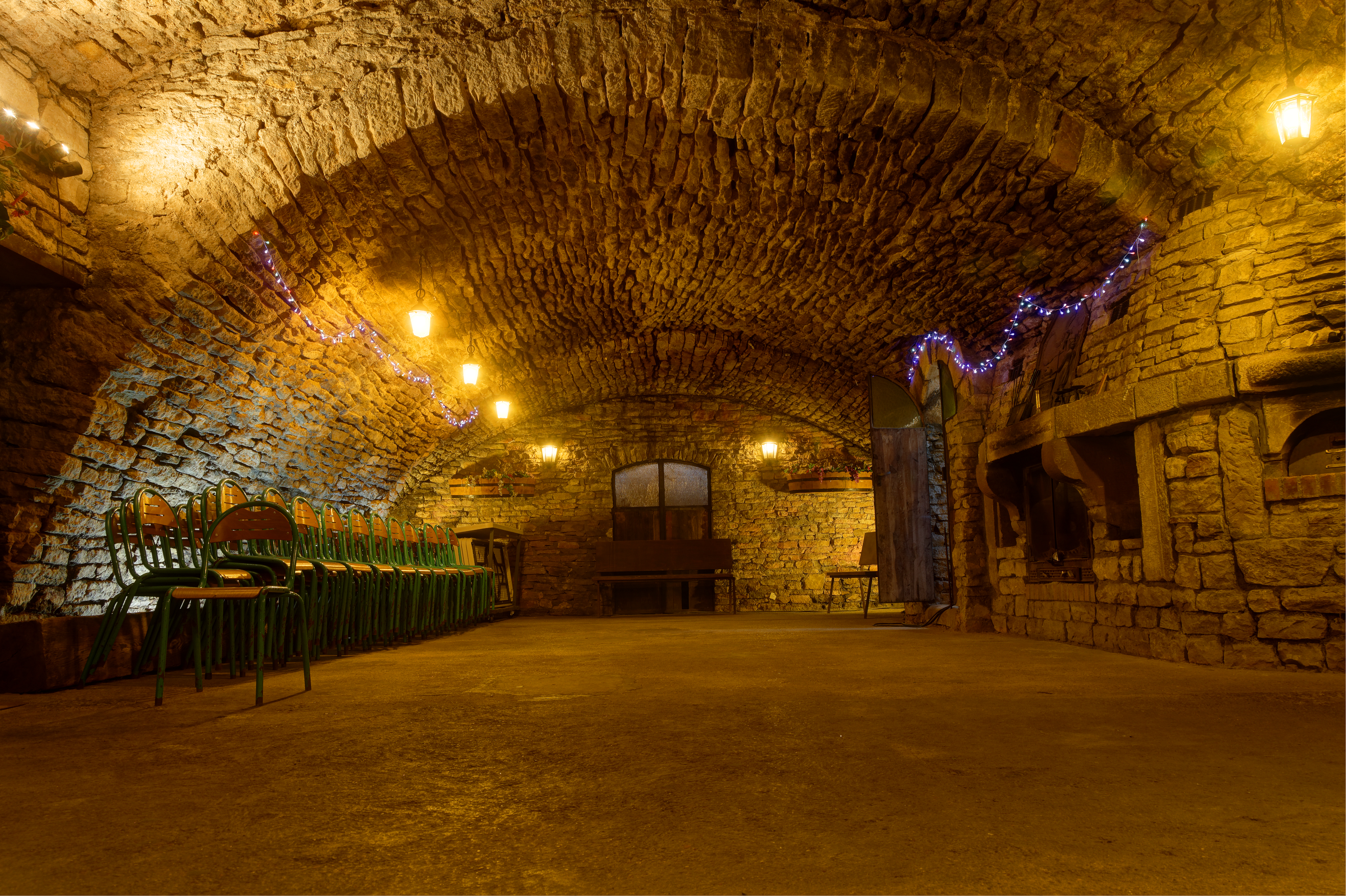
Le cellier.
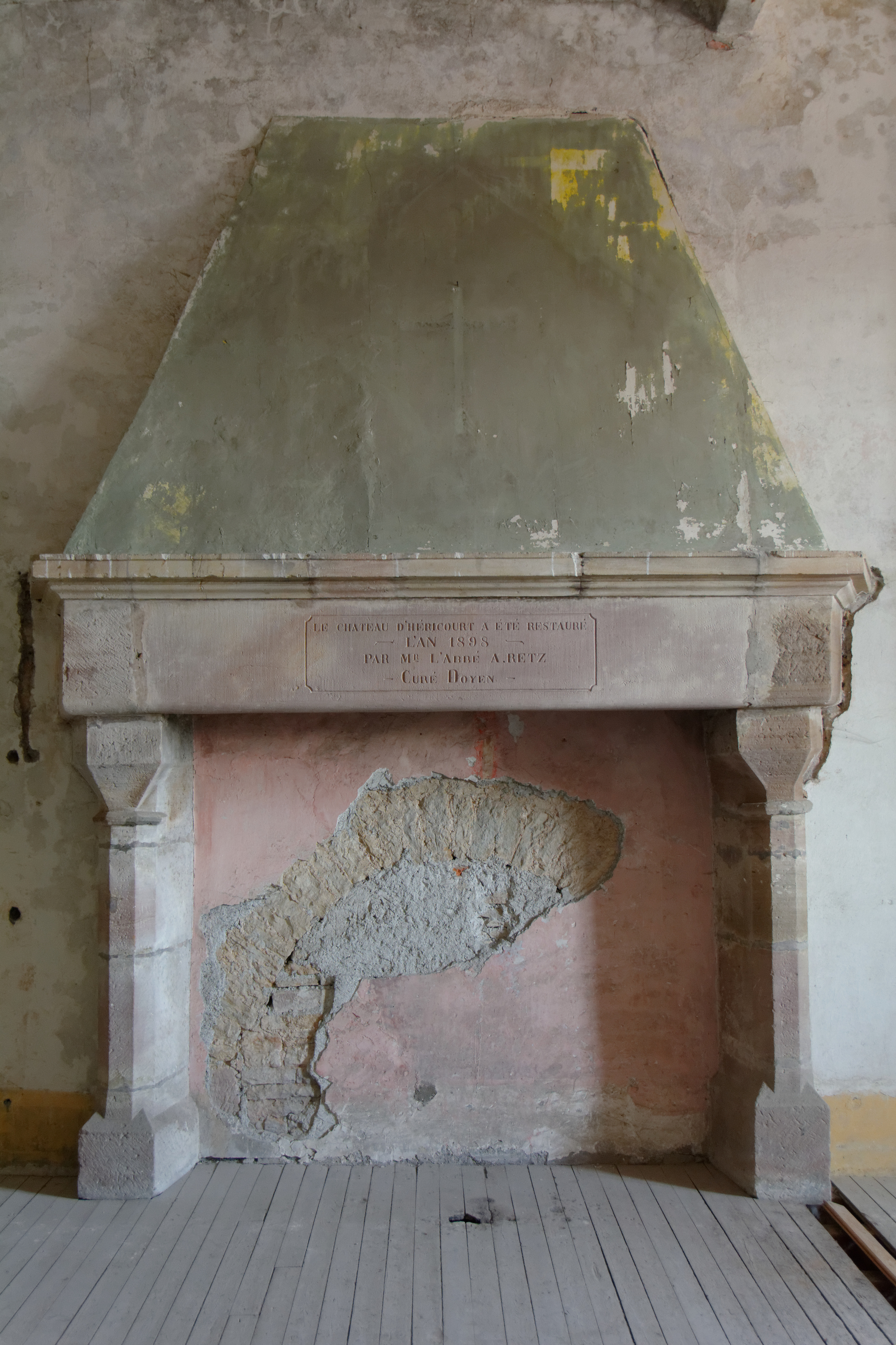
Cheminée.
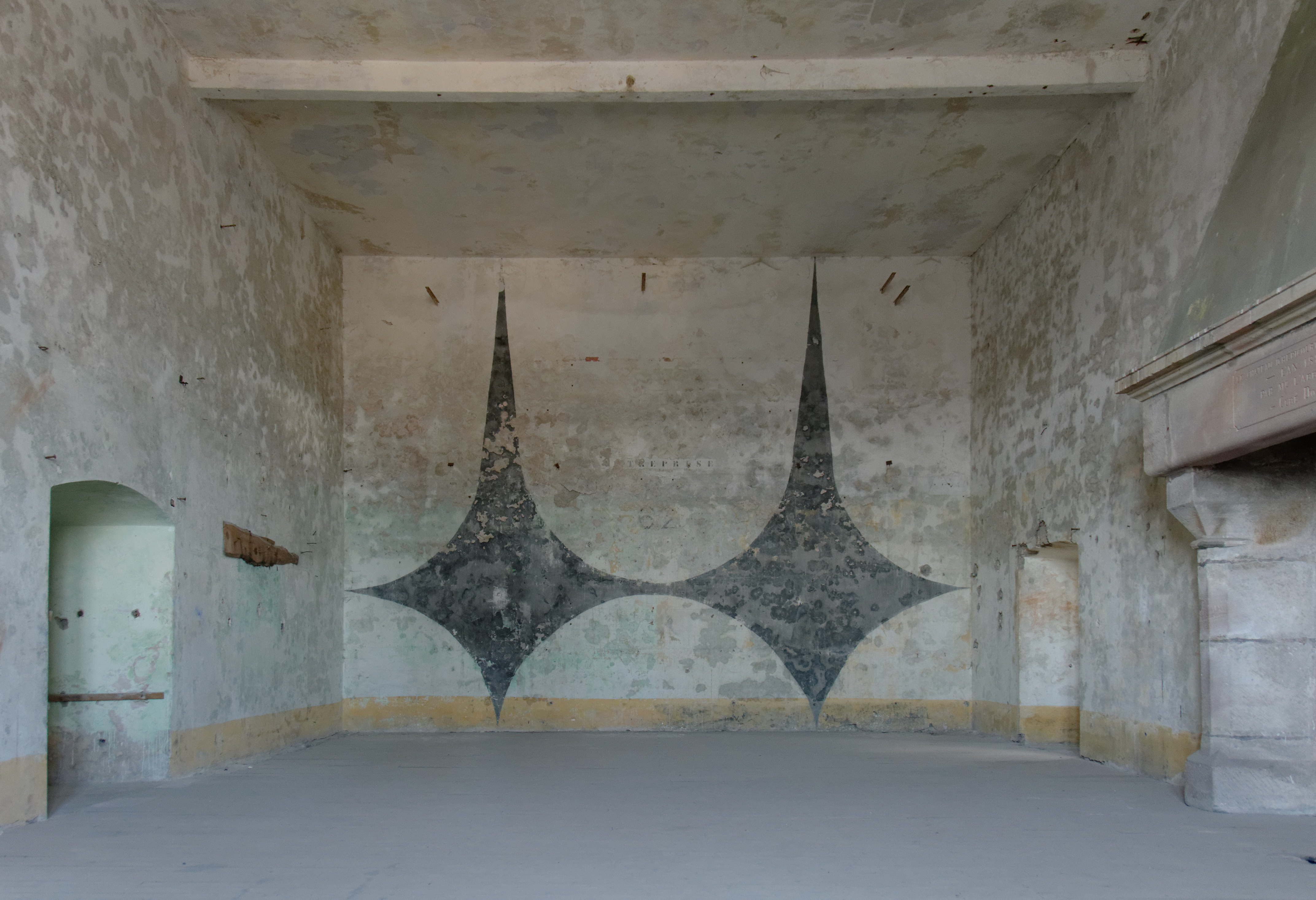
Salle intérieure.